# Rudgea costanensis
Rudgea costanensis är en måreväxtart som beskrevs av Julian Alfred Steyermark. Rudgea costanensis ingår i släktet Rudgea och familjen måreväxter. Inga underarter finns listade i Catalogue of Life.